# Andreas Prommegger
Andreas Prommegger (Schwarzach im Pongau, 10 novembre 1980) è uno snowboarder austriaco, vincitore di sei medaglie ai mondiali, di cui tre d'oro, oltre che di tre Coppe del Mondo di parallelo, di una di slalom gigante parallelo e di una di slalom parallelo.

## Biografia
Originario di Schwarzach im Pongau e specializzato nello snowboard alpino, Andreas Prommegger ha esordito a livello internazionale il 16 dicembre 1995 in una gara FIS di slalom parallelo tenutasi a Kreischberg in cui si è classificato 31°. 
Ha esordito in Coppa del Mondo di snowboard l'11 gennaio 1997 nello slalom gigante parallelo di Lenggries in Germania giungendo 60º. L'8 febbraio 2004 ha ottenuto il primo podio nel massimo circuito, classificandosi 3º nella stessa specialità ha Berchtesgaden. Il 19 gennaio 2008 ha vinto la sua prima gara nella medesima manifestazione, imponendosi nel gigante parallelo di La Molina. Nel corso della sua carriera ha collezionato sei sfere di cristallo: tre Coppe del Mondo di parallelo (nel 2012, nel 2013 e nel 2018), una di slalom gigante parallelo (nel 2017) e due di slalom parallelo (nel 2020 e nel 2022).
In carriera ha preso parte a cinque edizioni dei Giochi olimpici invernali, senza mai vincere nessun titolo, e a ventidue dei Campionati mondiali di snowboard, vincendo 3 ori (2 a Sierra Nevada 2017 nello slalom gigante parallelo e nello slalom parallelo e 1 a Bakuriani 2023 nello slalom parallelo), 2 argenti (1 nello slalom parallelo a Rogla 2021 e 1 nello slalom parallelo a  squadre a Bakuriani 2023) e 1 bronzo (nello slalom parallelo a squadre a Engadina 2025). Ha partecipato a quattro edizione dei Mondiali juniores ottenendo un argento nel gigante parallelo a Seiser Alm 1999 e due ori, in slalom e gigante parallelo, a Berchtesgaden 2000.

## Palmarès

### Mondiali
- 6 medaglie: 
  - 3 ori (slalom gigante parallelo e slalom parallelo a Sierra Nevada 2017; slalom parallelo a Bakuriani 2023)
  - 2 argenti (slalom parallelo a Rogla 2021; slalom parallelo a squadre a Bakuriani 2023)
  - 1 bronzo (slalom parallelo a squadre a Engadina 2025)

### Mondiali juniores
- 3 medaglie:
  - 2 ori (slalom parallelo e slalom gigante parallelo a Berchtesgaden 2000)
  - 1 argento (slalom gigante parallelo a Seiser Alm 1999)

### Coppa del Mondo
- Vincitore della Coppa del Mondo di parallelo nel 2012, nel 2013 e nel 2017
- Vincitore della Coppa del Mondo di slalom gigante parallelo nel 2013
- Vincitore della Coppa del Mondo di slalom parallelo nel 2020 e nel 2022
- 61 podi:
  - 25 vittorie
  - 18 secondi posti
  - 18 terzi posti

#### Coppa del Mondo - vittorie
| Data             | Luogo           | Paese         | Disciplina |
| ---------------- | --------------- | ------------- | ---------- |
| 19 gennaio 2008  | La Molina       | Spagna        | PGS        |
| 31 gennaio 2009  | Sudelfeld       | Germania      | PGS        |
| 6 febbraio 2010  | Sudelfeld       | Germania      | PGS        |
| 10 ottobre 2010  | Landgraaf       | Paesi Bassi   | PSL        |
| 27 gennaio 2011  | Arosa           | Svizzera      | PGS        |
| 14 gennaio 2012  | Jauerling       | Austria       | PSL        |
| 22 febbraio 2012 | Stoneham        | Canada        | PGS        |
| 10 marzo 2012    | La Molina       | Spagna        | PGS        |
| 21 dicembre 2012 | Carezza al Lago | Italia        | PGS        |
| 11 gennaio 2013  | Bad Gastein     | Austria       | PSL        |
| 14 febbraio 2013 | Soči            | Russia        | PGS        |
| 17 marzo 2013    | La Molina       | Spagna        | PGS        |
| 27 febbraio 2016 | Kayseri         | Turchia       | PGS        |
| 12 febbraio 2017 | Pyeongchang     | Corea del Sud | PGS        |
| 5 marzo 2017     | Kayseri         | Turchia       | PGS        |
| 20 gennaio 2018  | Rogla           | Slovenia      | PGS        |
| 17 febbraio 2019 | Pyeongchang     | Corea del Sud | PGS        |
| 7 dicembre 2019  | Bannoye         | Russia        | PSL        |
| 25 gennaio 2019  | Piancavallo     | Italia        | PSL        |
| 12 dicembre 2021 | Bannoye         | Russia        | PSL        |
| 19 marzo 2022    | Berchtesgaden   | Germania      | PSL        |
| 15 dicembre 2022 | Carezza al Lago | Italia        | PGS        |
| 24 febbraio 2024 | Krynica-Zdrój   | Polonia       | PGS        |
| 18 gennaio 2025  | Bansko          | Bulgaria      | PGS        |
| 2 marzo 2025     | Krynica-Zdrój   | Polonia       | PGS        |

Legenda:

PGS = Slalom gigante parallelo

PSL = Slalom parallelo